# Cyclone subtropical
Pour les articles homonymes, voir Cyclone (homonymie) et Tempête (homonymie).

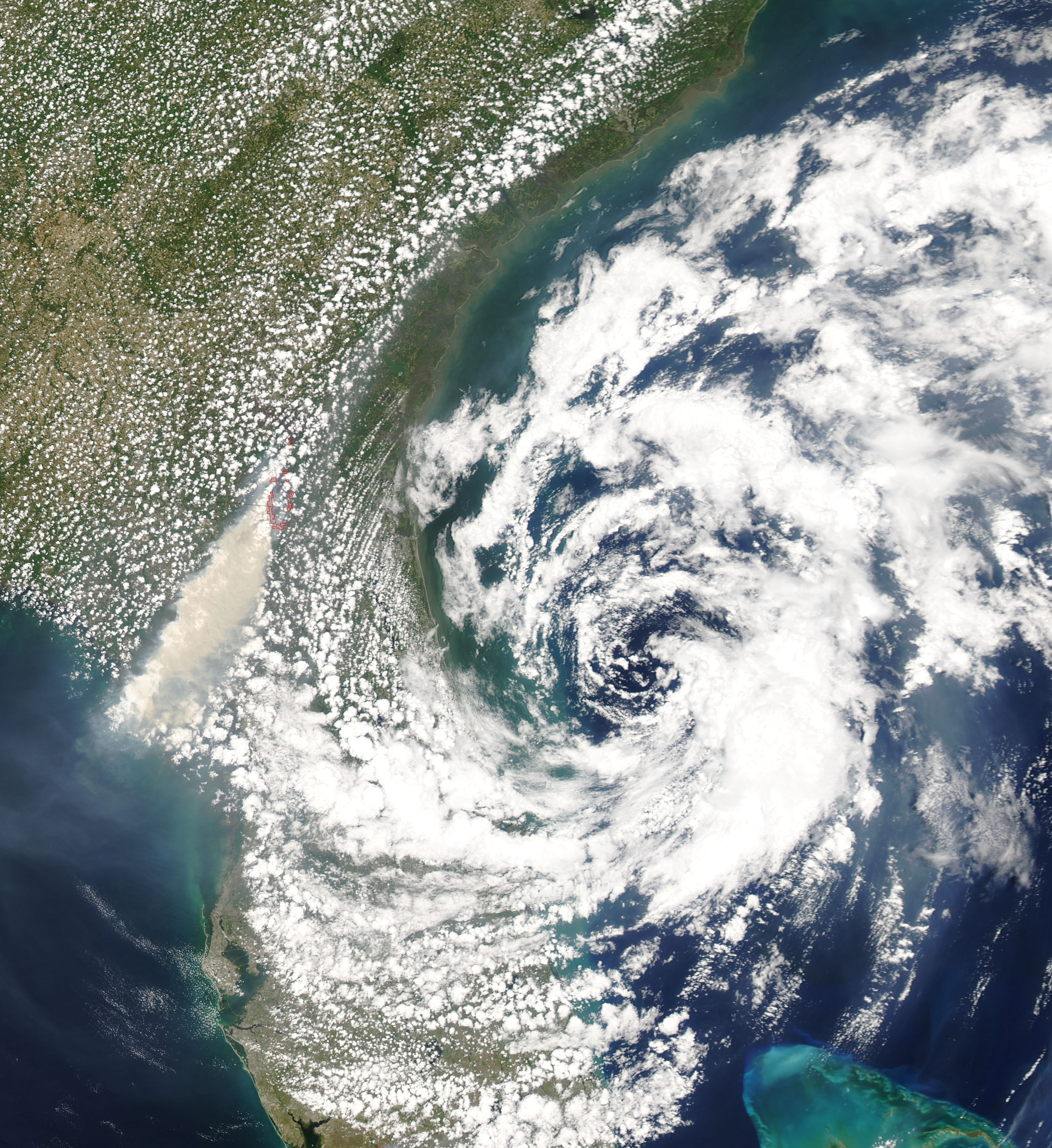
Tempête subtropicale Andrea (2007)

Un cyclone subtropical (dépression subtropicale ou tempête subtropicale selon leur intensité) est un système météorologique qui a à la fois des caractéristiques tropicales et extratropicales. Ils se forment entre l'Équateur et 50 degrés de latitude (nord et sud). En effet, on y retrouve une activité orageuse autour de son centre qui tend à lui former un cœur chaud mais on le retrouve dans une zone frontale faible. Avec le temps, la tempête subtropicale peut devenir tropicale.

## Formation

Boucle d'images satellitaires du contenu en vapeur d'eau montrant la formation de la tempête subtropicale Andrea en mai 2007.

La plupart des cyclones subtropicaux se forment lorsqu'une dépression des latitudes moyennes est en occlusion, avec un centre très froid en altitude, qui atteint les latitudes subtropicales. Le système est souvent empêché d'aller plus loin par une crête barométrique et perd éventuellement sa zone barocline pour devenir vertical. La différence de température entre le niveau de pression de 500 hPa et la surface de la mer est originellement plus grande que le gradient adiabatique sec ce qui est très favorable au développement d'orages à l'Est de son centre. En général, la température de surface de la mer n'a besoin d'atteindre que 20 °C pour que cette situation se produise, ce qui est beaucoup moins que pour un cyclone tropical, car c'est l'instabilité qui est le moteur de leur développement. 
L'activité orageuse initiale humidifie la masse d'air dans laquelle se trouve le système ce qui déstabilise encore plus l'atmosphère en abaissant la température nécessaire pour la convection. Quand un creux barométrique d'altitude, une onde courte météorologique ou un courant-jet passe à proximité, la convection se renforce près du centre du cyclone et il se développe une rotation qui donne le cyclone subtropical. La température de surface de la mer dans ce cas de cyclogénèse est en moyenne de 24 °C. Si l'activité orageuses devient profonde et persistante, ce qui permet de former un cœur chaud, une cyclogénèse tropicale est possible.

### Caractéristiques
Les cyclones subtropicaux sont plus susceptibles que les cyclones tropicaux de se former hors de la saison typique à cause de la plus faible température de la mer nécessaire. Les vents forts dans les cyclones subtropicaux s'étendent plus loin que dans un cyclone tropical en général. La NOAA aux États-Unis classifie les cyclones subtropicaux du bassin de l'Atlantique nord selon le vent de surface soutenu maximum atteint dans le système. Ceux ayant un vent de 65 km/h ou moins sont appelés Dépressions subtropicales et ceux ayant des vents plus forts deviennent des Tempêtes subtropicales. 
Le vent maximal soutenu reconnu pour un tel système est de 119 km/h. Une fois qu'une tempête subtropicale s'intensifie suffisamment pour avoir des vents plus forts, les services météorologiques, comme le National Hurricane Center, suppose automatiquement qu'elle est devenue entièrement tropicale même si elle a toujours des caractéristiques subtropicales. Ainsi, il n'y a pas d'ouragans ou typhons subtropicaux répertoriés juste des ouragans ou typhons.

## Types

### Dépression d'altitude
Le type le plus commun de cyclone subtropical est une dépression froide qui est verticale de la surface jusqu'en altitude. Les vents maximums ne s'étendront en général pas plus loin que 160 kilomètres de son centre et seront plus loin de ce dernier que dans le cas d'un cyclone tropical. La répartition des vents forts et de la convection sera assez étendue et asymétrique par rapport au centre.

### Dépression de méso-échelle
Un second type de cyclone subtropical naît d'une dépression de méso-échelle dans ou près d'une zone de frontolyse dont le diamètre sera en général de moins de 50 kilomètres. La circulation cyclonique aura moins de 160 kilomètres de diamètre initialement et pourra avoir un cœur chaud ou froid. En 2006, ceux ayant un centre chaud ont été intégrés à la catégorie des cyclones tropicaux par le National Hurricane Center

### Transition extratropicale inverse
Une dépression des latitudes moyennes, dite cyclone extratropical, peut acquérir des caractéristiques tropicales et devenir un cyclone subtropical. Si la convection s'y accentue, elle peut même devenir un cyclone tropical. 
L'inverse peut également se produire lorsqu'un cyclone tropical entre dans une masse d'air moins instable mais qui a quand même une différence de température entre la surface et 6 000 mètres de 40 °C. Si le cyclone tropical entre dans les terres ou passe sur une surface d'eau plus froide et perd ce niveau d'instabilité, on parle plutôt de transition extratropicale.

## Nomenclature
Durant les années 1950-60, le terme semi-tropical était utilisé pour décrire ce qu'on nomme maintenant un cyclone subtropical. Le terme subtropical ne référait alors qu'à la position d'une dépression autour des Tropiques du Cancer et du Capricorne et ne tenait pas compte de sa structure. Ainsi, certaines dépressions de type extratropical, comme les dépressions de Kona qui affectent l'archipel d'Hawaï, se retrouvaient dans cette catégorie. 
À la suite de la formation de plusieurs intenses cyclones subtropicaux dans le bassin Atlantique nord, le National Hurricane Center (NHC) décida en 1972 du changement de terme. On reclassa les tempêtes semi-tropicales de 1968 à 1971 en subtropicales. Au début, ces tempêtes reçurent un nom tiré de l'alphabet phonétique mais à partir de 1975, on leur donna un nom à partir de la liste des cyclones tropicaux, lorsque de nature presque tropicales, ou une numérotation séparée dans les autres cas. Entre 1992 et 2001, on aura ainsi deux numéros associés, l'un pour usage interne et l'autre pour le public. Par exemple, la tempête Karen, de 2001, sera connue initialement comme Tempête subtropicale Une et comme AL1301
En 2002, le National Hurricane Center commença à donner un numéro aux dépressions subtropicale et un nom aux tempêtes subtropicales de la même liste que les cyclones tropicaux. Ainsi la Dépression subtropicale 13L selon l'ancien système sera nommée Dépression subtropicale 13 maintenant. La dépression subtropicale Nicole en 2004 fut la première à suivre ce système même si elle ne se changea jamais en cyclone tropical. La saison des ouragans 2007 dans l'Atlantique nord a débuté par la Tempête subtropicale Andrea.